# Orsabaris
Orsabaris, död 000-talet f.Kr., var drottning av Bithynien som gift med Socrates Chrestus. 
Hon var dotter till Mithridates VI Eupator.